# Dolní Těšice
Dolní Těšice là một làng thuộc huyện Přerov, vùng Olomoucký, Cộng hòa Séc.